# Kathleen H. Pritchard
Pour les articles homonymes, voir Pritchard.
Kathleen H. Pritchard est née Kathleen Moss le 10 janvier 1924 dans la petite ville de Cobalt, en Ontario, au Canada, une ville connue pour ses importantes mines d'argent. Elle est diplômée de l'Université de Toronto en 1945 et a reçu une maîtrise en beaux-arts et musées du "Radcliffe College" en 1947. Elle est décédée le 13 octobre 2005 au Home de soins infirmiers à domicile à Bethesda, Washington, D.C., où elle résidait.

## Biographie
Elle a travaillé comme bibliothécaire à la Galerie nationale du Canada, à Ottawa, le musée des beaux-arts de Boston et, de 1976 à 1989, à « Satellite Systems Engineering » à Bethesda, l'entreprise fondée par son mari, Wilbur Pritchard.
Dans les années 1950, elle a vécu à Sudbury, Massachusetts. En 1960, son mari fut envoyé à Rome afin de procéder à l’acquisition d’une société italienne pour son employeur, une entreprise d’ingénierie. Mme Pritchard amena avec elle une caisse de beurre d'arachide, craignant de ne pouvoir en trouver en Europe pour ses enfants. (sic)
De 1962 à 1967, elle vécut à Pacific Palisades, en Californie, puis emménagea dans la région de Washington, D.C.. Elle a été active dans la « League of Women Voters » aux Massachusetts, en Californie, et dans la région de Washington, D.C., siégeant au conseil d'administration de la section du comté de Montgomery et de la région de la capitale nationale. Elle a présidé l'organisation régionale du Comité des transports et du chapitre de Montgomery et en était la rédactrice en chef du bulletin.
Avec son mari, elle était collectionneuse de montres et horloges de précision. Elle a longtemps œuvré bénévolement au Musée de la NAWCC, à Columbia, Pennsylvanie. Entre 1982 et 1992, elle en a été un des administrateurs.
Mme Pritchard était outrée qu'il n’existât aucun ouvrage de référence sur les marques et les entreprises de l'industrie horlogère suisse, alors qu’il en existait pour les entreprises horlogères britanniques, françaises et américaines. Elle décida alors de s'attaquer à la tâche, passant 20 ans à rassembler une très grande quantité d'informations. Finalement, en 1997, elle publia son ouvrage de référence « Swiss Timepiece Makers, 1775-1975 », de 1 800 pages en deux tomes, couvrant plus de 2 000 entreprises suisses.
En 2000, elle fut honorée du prix Gaia, par le Musée International d'Horlogerie de La Chaux-de-Fonds, pour son importante contribution dans le domaine horloger.